# رافعة سنية

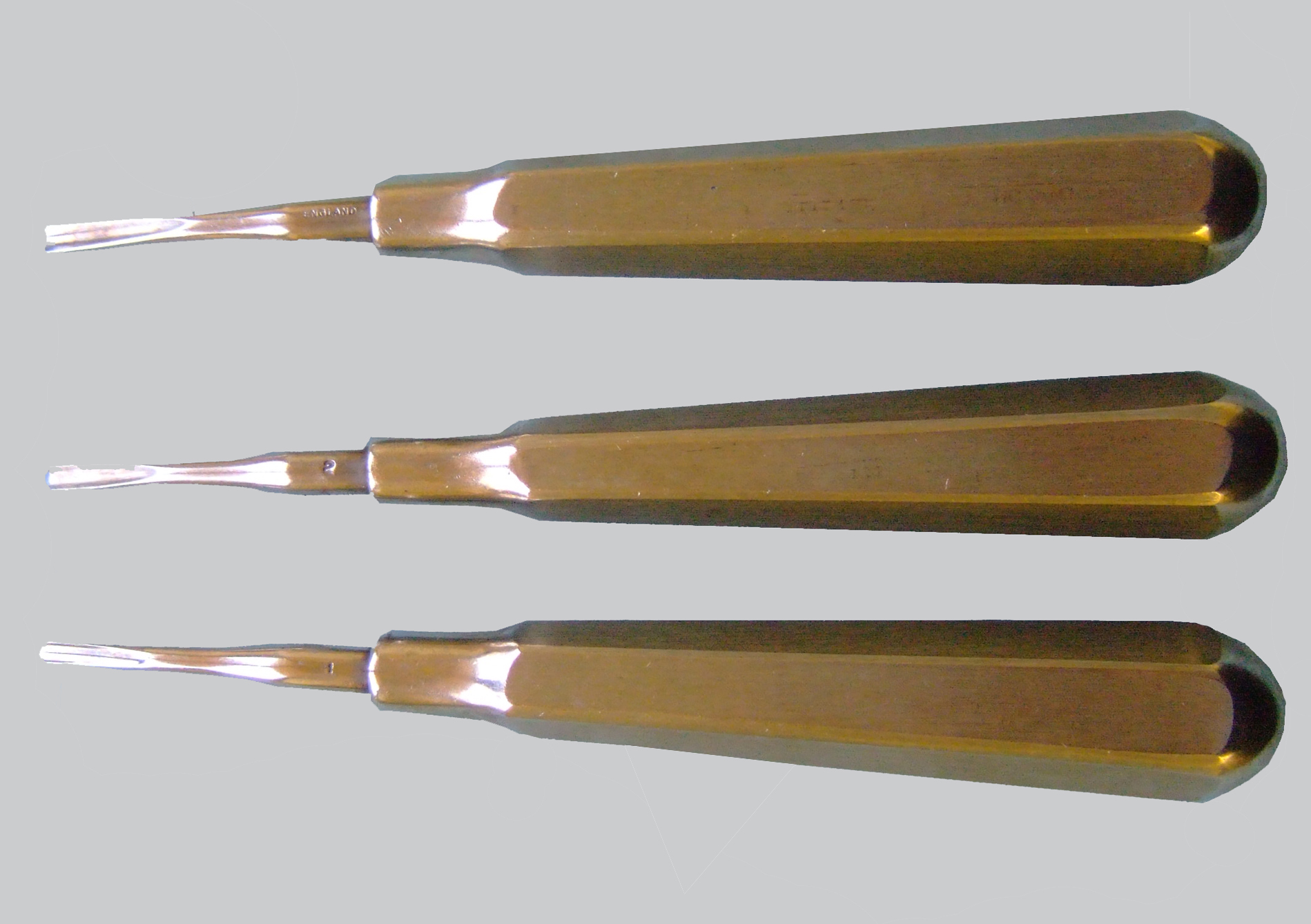
رافعات كوبلاند.

رَافِعَات (بالإنجليزية: Elevators) (المعروفة أيضًا باسم لوكسايتر) هي أدوات تستعمل في قلع الأسنان. يمكن استخدامها لإرخاء الأسنان قبل استخدام مِلْقَط القَلْع، لإزالة الجذور أو الأسنان المطمورة، عندما تكون الأسنان معرضة للخطر وعُرضة للكسر أو عندما تكون موضوعة بشكل سيئ ولا يمكن الوصول إليها بالملقط. 

## علم الميكانيكا
تعمل الرَافِعَات على مبدأ العتلة لإخراج السن من تجويفه. عادة ما تكون نقطة الارتكاز هي قمة عظمة التجويف؛ ومع ذلك، يمكن استخدام الأسنان المجاورة في حال خلعها أيضًا. تُوصف نقطة الاتصال على سطح السن أو الجذر أينما أُوصلتْ القوة بنقطة الشراء، ويمكن تحسين موضعها عبر قطع العظم أو تقسيم الأسنان. خاصًة مع معول الجذر، قد تُقطع فتحة أو حز في سطح الجذر للحصول على نقطة شراء. 

## الأصناف
يُمكن تصنيف الأدوات على نطاق واسع على أنها رافعات أو لوكسايتر. الرافعات التقليدية أكبر حجمًا ومصممة لتتحمل قوى العتلة والعزم. أما الرافعات اللوكسايتر أرق وأكثر حدة، لاستخدام أكثر دقة في قطع الرباط وتثبيته.
يوجد ثلاثة أنواع رئيسة من الرافعات. الرافعات المستقيمة على سبيل المثال كوبلاند أو وارويك جيمس يحتويان على جانب مقعر وجانب محدب في طرف الأداة ويستخدمان في التثبيت. الرافعات الثلاثية على سبيل المثال كراير أو وينتر لهما نقطة جانبية وتستخدم لتوفر عتلة من النوع الأولى. خاصًة عند دمجها مع تي بار، يمكن أن توفر قوى كبيرة و التعرّض لخطر كسر الفك. تُستخدم مرافع الانتقاء لإمساك أطراف الجذر. 